# Pierre Savelli
Pierre Savelli (Bastia, 7 giugno 1959) è un politico francese.
Dal 7 gennaio 2016 è sindaco di Bastia.

## Biografie
Si avvicinò alla politica durante le scuole superiori entrando in un movimento studentesco locale. In seguito frequentò l'Università di Aix-Marseille dove si laureò in fisioterapia e in osteopatia.
Nel 2001 e nel 2008 si candidò come consigliere alle comunali di Bastia senza tuttavia essere eletto. Entrò in consiglio con la vittoria alle elezioni della lista autonomista Inseme per Bastia guidata da Gilles Simeoni. Con la vittoria dello stesso Simeoni alle elezioni regionali l'anno successivo Savelli venne eletto dal consiglio comunale nuovo sindaco di Bastia il 7 gennaio 2016.
Fu riconfermato sindaco alle elezioni comunali del 28 giugno 2020 con il 49,37% dei voti.